# Макарий (Павлов)
Мака́рий (в миру Михаил Михайлович Павлов; 4 (16) ноября 1867, село Бухтармы, Бийский уезд, Томская губерния — 1925, Якутск) — деятель обновленчества, до 1922 года епископ Владикавказский и Моздокский.

## Биография
Родился 4 ноября 1867 года в селе Бухтармы Бийского уезда Томской губернии в семье священника.
Окончил в 1884 году Барнаульское духовное училище и в 1890 году Томскую духовную семинарию. 16 сентября 1890 года рукоположён во священника Знаменского собора Семипалатинска, с 1891 года законоучитель в Семипалатинской женской прогимназии.
В 1894 году овдовел и поступил в Казанскую духовную академию.

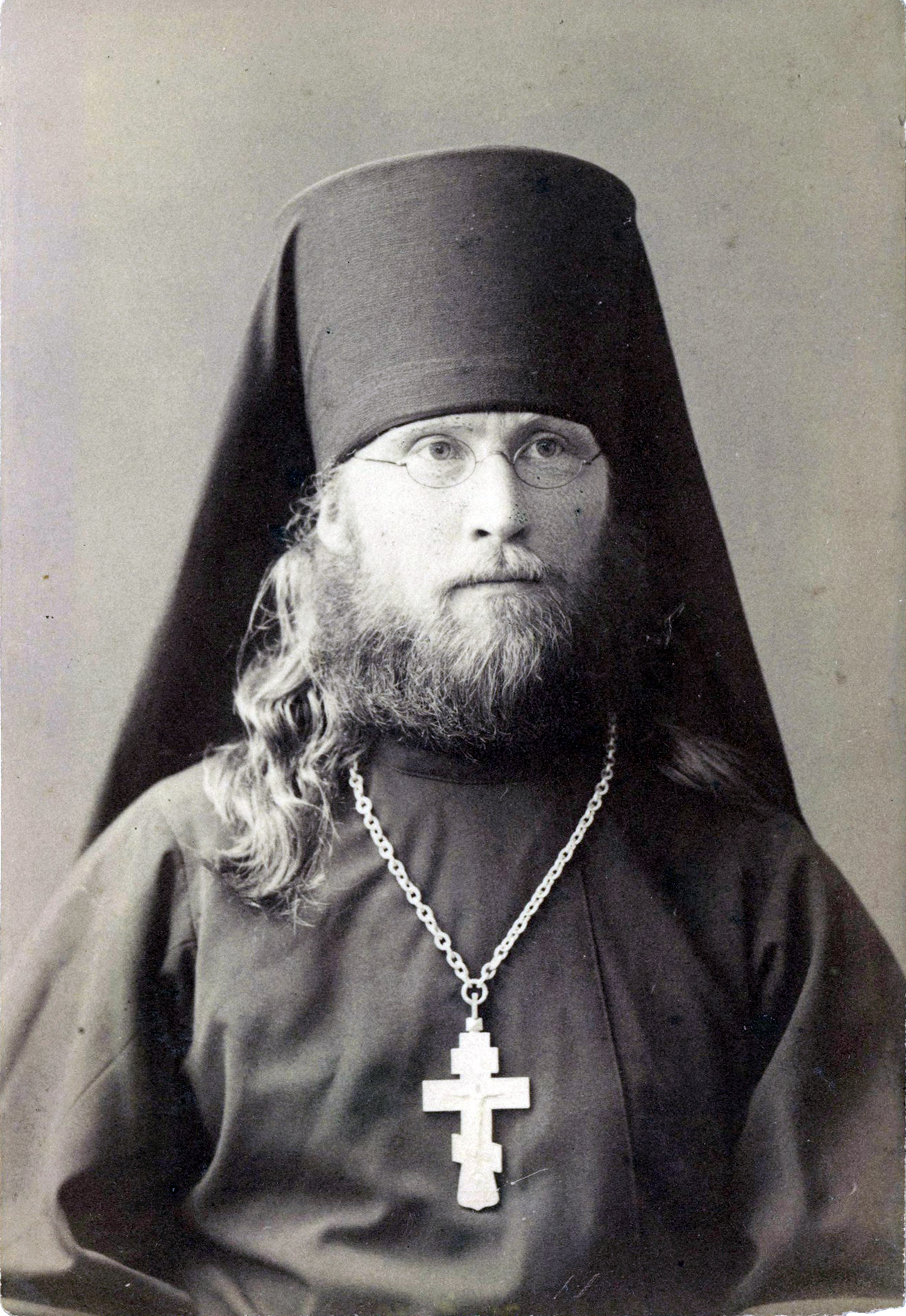
Студент Казанской духовной академии иеромонах Макарий (Павлов). Казань, 1897 год. Фото из архива Церковно-археологического Кабинета Московской духовной академии

В 1897 году пострижен в монашество с именем Макарий.
В 1898 году окончил академию со степенью кандидата богословия и определён миссионером Главного Стана Киргизской миссии в Заречной Слободке города Семипалатинска.
С 1899 года начальник Киргизской миссии в сане архимандрита.
18 марта 1901 года хиротонисан в Томске во епископа Бийского, викария Томской епархии. Чин хиротонии совершали: епископ Томский Макарий (Невский) и епископ Омский и Семипалатинский Сергий (Петров). С 1901 года начальник Алтайской духовной миссии.
В 1902 году награждён орденом св. Владимира III степени.
С 17 января 1905 года епископ Якутский и Вилюйский. 23 мая 1905 года прибыл на пароходе «Тайга» в Якутск. Председатель Якутского отдела Императорского православного палестинского общества, составитель молитв для якутской паствы.
После конфликта с губернатором 1 мая 1909 года уволен на покой, согласно прошению, 5 мая назначен управляющим, на правах настоятеля, Свияжским Успенско-Богородицким монастырём Казанской епархии. 22 мая покинул Якутск.
С 28 января 1917 года епископ Владикавказский и Моздокский.
Поддержал Февральскую революцию; 12 марта 1917 года призывал благословение Божие на «творческую работу нашего народа под мудрым руководительством Временного правительства».
Член Поместного Собор Православной Российской церкви 1917—1918 годов, заместитель председателя XVIII отдела, участвовал в 1-й сессии, не смог вернуться из отпуска вследствие болезни и обстоятельств, требующих его присутствия в епархии, замещён в октябре 1917 г.
Во время гражданской войны поддержал белую армию. 30 марта 1919 года в Михаило-Архангельском кафедральном соборе приветствовал главнокомандующего вооружёнными силами Юга России Антона Ивановича Деникина.
С 19 по 23 мая 1919 года член Юго-Восточного Русского Церковного Собора, председатель комиссии по составлению грамот и воззваний, избран кандидатом в члены ВВЦУ на Юго-Востоке России.
В 1920 году «10 октября Терский областной ревтрибунал слушал дело по обвинению епископа Владикавказского и Моздокского Макария (Павлова Михаила Михайловича) в контрреволюции и в соучастии в сокрытии мануфактуры, серебра и других предметов в церкви. Совершил следующие преступления: 1) во время приезда генерала Деникина в Кафедральном соборе говорил ему приветственную речь; 2) распространял листовки. Обращаясь к молодёжи, развращал население политически и толкал его на борьбу против рабочих и крестьян». Оправдан на открытом процессе в связи с тем, что «преступления совершены в период владычества добровольческой реакции, преклонные лета подсудимого, а также заявление епископа о сочувственном отношении его к декретам Советской власти, об отделении церкви от государства и школы от церкви».
В феврале 1921 года по обвинению в контрреволюционной деятельности арестован и 18 апреля приговорён к 5 годам принудительных работ. В конце мая освобождён ввиду загноения уха, явившегося осложнением после операции по трепанации черепа, сделанной в январе 1921 года.
В августе 1922 года перешёл в обновленческую «Живую Церковь», за ним последовала большая часть духовенства Владикавказской епархии. Стал обновленческим епископом Пятигорским и Терским. Переехал на жительство во вторую столицу Терской области — город Пятигорск.
10 июля 1923 года назначен обновленческим архиепископом Пензенским и Саранским, председателем Пензенского обновленческого епархиального управления. 8 августа того же года стал членом обновленческого Священного Синода. Делегат Первого обновленческого собора. В ноябре того же года назначен архиепископом Нижегородским, председателем Нижегородского обновленческого епархиального управления.
В августе 1924 года почислен на покой. Скончался в 1925 году в Якутске.

## Сочинения
- Преподобный Феодор Студит как пастырь (кандидатское сочинение).
- Речь при наречении во епископа Бийского 16 марта 1901 года // Прибавление к «Церковным Ведомостям». 1901. — № 15. — С. 538—540.
- Прощальная речь // Якутские епархиальные ведомости. 1905. — № 6.
- Речь в Якутском кафедральном соборе по прочтении Манифеста 6 августа 1905 г. // Якутские епархиальные ведомости. 1905. — № 19.
- Слово при вступлении на Владикавказскую кафедру; Речи; С верою в светлое будущее // Владикавказские епархиальные ведомости. 1917. — № 6, 9.
- Речь епископа Макария в кафедральном соборе 30 июля 1922 г. по возведении в сан протоиерея о. Александра Шубина // Пятигорский епархиальный вестник. 1923. — № 1. — С. 16-17.
- Тихоновский кризис // Пятигорский епархиальный вестник. 1923. — № 1. — С. 18.
- Телеграммы В. Н. Львову; Речь во время празднования «Дня свободы»; Речь перед молебном // Российское духовенство и свержение монархии в 1917 году. — М., 2008. — С. 79, 118, 227, 230